# 勇者鬥惡龍XII 被選中的命運之炎
《勇者鬥惡龍XII 被選中的命運之炎》是史克威爾艾尼克斯開發並預定發行的電子角色扮演遊戲，為勇者鬥惡龍系列第十二部正篇。
本作是日本音樂作曲家椙山浩一的遺作，他自首作起長期為勇者鬥惡龍系列譜寫了音樂。本作亦是系列角色设计師鸟山明的遗作，他从系列首作开始担任角色设计。

## 開發
《勇者鬥惡龍XII 被選中的命運之炎》由史克威尔艾尼克斯第二開發事業本部開發。遊戲總監繼續由前作《勇者鬥惡龍XI 尋覓逝去的時光》總監內川毅擔當。遊戲採用虛幻引擎5開發。
遊戲於2021年5月27日系列35週年紀念特別節目中正式公開。影片展示了遊戲標題Logo，稱開發已達中盤。遊戲發售時間與平台未公布，但預定全球同步發售。遊戲將會翻新戰鬥系統；主題將採用黑暗的成人風格，玩家要面臨生存道路的抉擇。

## 註腳
1. ↑  . ドラクエ・パラダイス(ドラパラ)ドラゴンクエスト公式サイト | SQUARE ENIX.   [2021-10-07]. （原始内容存档于2021-12-04） （日语）.
2. ↑  . GAME Watch. 2021-08-25  [2021-09-08]. （原始内容存档于2021-09-08） （日语）.
3. ↑  . 電撃オンライン.   [2021-09-08]. （原始内容存档于2021-09-08） （日语）.
4. ↑  . 巴哈姆特電玩資訊站.   [2021-09-08]. （原始内容存档于2021-10-18）.
5. ↑  Inc, Aetas. . www.4gamer.net.   [2021-09-08]. （原始内容存档于2021-09-08） （日语）.